# هایک خاچاطریان
هایک هاروتیونی خاچاتریان (ارمنی: Հայկ Հարությունի Խաչատրյան؛  زادهٔ ۱۵ دسامبر ۱۹۲۶ - درگذشته ۱۳ اکتبر ۲۰۰۱)، نویسنده رمان و مترجم اهل ارمنستان بود.

## زندگی‌نامه
وی در ۱۵ دسامبر ۱۹۲۶ در داهراو به دنیا آمد و در سال ۱۹۵۰ از دانشگاه دولتی ایروان فارغ‌التحصیل شد. وی عضو اتحادیه نویسندگان اتحاد شوروی از ۱۹۵۳ و عضو حزب کمونیست اتحاد شوروی از ۱۹۷۰ بود. وی در آرمن‌پرس و دایرةالمعارف ارمنستان شوروی فعالیت می‌کرد.  وی در ۱۳ اکتبر ۲۰۰۱ در سن سالگی در ایروان درگذشت.